# Extinción de dominio en Colombia
La extinción de dominio en Colombia  es un mecanismo jurídico establecido por la Ley 1708 del 20 de enero de 2014, a través del cual se permite el embargo de bienes privados que hayan sido adquiridos, utilizados y/o destinados para actividades ilícitas. Para ello, se debe llevar un debido proceso donde se analiza al afectado, la actividad ilícita en la cual se le esté implicando, y el bien mueble o inmueble que entraría en embargo.

## Antecedentes
Por medio de este mecanismo, y de la mano con las autoridades colombianas, se ha implementado el restablecimiento a los derechos de las víctimas. Esto se da en el caso de un bien que ha sido usurpado por desplazamiento o algún tipo de amenaza, donde al hacerse efectiva la extinción de dominio se le permitiría al legítimo dueño su restablecimiento o, por medio del aprovechamiento de esta o su venta, dar una reparación a las víctimas directamente afectadas por las organizaciones criminales.
- Uno de los casos más sonados en Colombia fue el de Juan Diego Arango Cano, más conocido como "Tata" exjefe de la Oficina de Envigado, al cual se le procesaron un total de 69 propiedades ubicadas en Antioquia, Cundinamarca, Risaralda y Atlántico, con un total valorado en 10.417 millones de pesos, los cuales estaban repartidos en 34 inmuebles, 12 muebles, 4 establecimientos de comercio y 19 cuentas bancarias, todo a nombre de terceros y de su propio núcleo familiar.[4]

- En el caso de Pablo Escobar y John Jairo Velásquez, alias Popeye, los bienes procesados de estos por extinción de dominio fueron un total de 22, entre los cuales se encontraban apartamentos, casas, bodegas, lotes, parqueaderos, oficinas y tres vehículos, todos a nombre de familiares de Jhon Jairo Velásquez, quienes no pudieron argumentar la legal procedencia de los mismos. En defensa de uno de estos casos procesados, se declaró que fue realizada la compra con un dinero procedente de un premio de lotería, pero nunca se generaron pruebas de la entidad bancaria en donde almacenaron el dinero.[5]

## Causales
Serán dispuestos a una extinción de dominio los bienes inmuebles y empresas legales que se encuentren ligados a alguna de las siguientes circunstancias: 
- Bienes y empresas que sean, directa o indirectamente, producto de una actividad ilícita.
- Propiedades y empresas que hayan sido utilizadas como medio o instrumento dentro de una actividad ilícita.
- Las que hayan sido transformadas o renovadas con ganancias de actividades ilícitas.
- Las que hayan sido utilizadas para esconder bienes, productos o ganancias de actividades ilícitas.